# 奥兰治蒙德

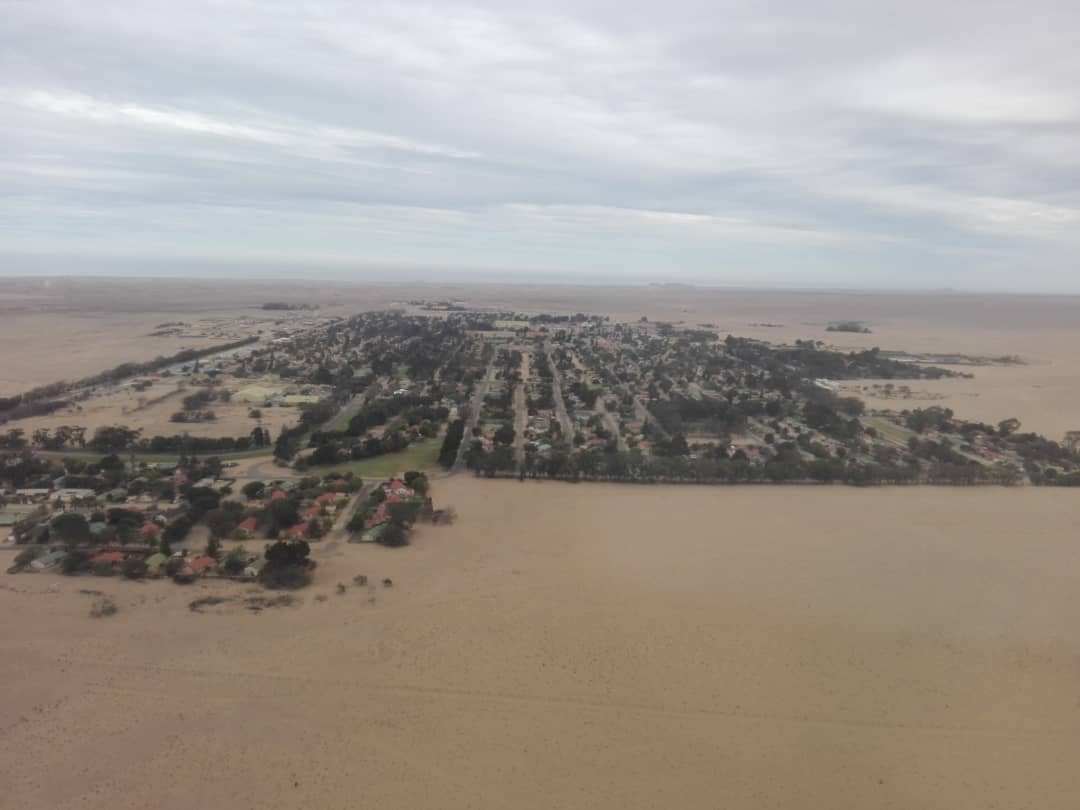
Oranjemund

奥兰治蒙德（Oranjemund，德语意为“奥兰治河河口”），是纳米比亚西南角卡拉斯区的一座矿业城市，位于奥兰治河河口北岸，与南非隔河相望。
1939年，汉斯·麦连斯基在奥兰治河河口北岸发现钻石矿藏，此后该城兴起为钻石采掘业中心之一。该城现拥有人口3659人（2009年）。